# Ꚋ
La Te con gancho medio (Ꚋ ꚋ; cursiva: Ꚋ ꚋ) es una letra del alfabeto cirílico. 
Se utiliza en el antiguo abjasio y antiguo osetio. También aparecía en la ortografía chuvasia de Yakovlev.
En el idioma abjasiano moderno, la te con descendiente ha reemplazado esta letraba. Representa la aspirada oclusiva alveolar sorda /th/.

## Códigos de computación
| Carácter      | Ꚋ                                     | Ꚋ                                     | ꚋ                                   | ꚋ                                   |
| ------------- | ------------------------------------- | ------------------------------------- | ----------------------------------- | ----------------------------------- |
| Unicode       | LETRA MAYÚSCULA CIRÍLICA TE CON MEDIO | LETRA MAYÚSCULA CIRÍLICA TE CON MEDIO | LETRA PEQUEÑA CIRÍLICA TE CON MEDIO | LETRA PEQUEÑA CIRÍLICA TE CON MEDIO |
| Codificación  | decimal                               | hex                                   | decimal                             | hex                                 |
| Unicode       | 42634                                 | U+A68A                                | 42635                               | U+A68B                              |
| UTF-8         | 234 154 138                           | EA 9A 8A                              | 234 154 139                         | EA 9A 8B                            |
| Ref. numérica | &#42634;                              | &#xA68A;                              | &#42635;                            | &#xA68B;                            |